# Шествие князей
«Шествие князей» («Княжеская процессия», «Фюрстенцуг», нем. Fürstenzug) — знаменитое настенное плиточное панно из мейсенского фарфора, одна из достопримечательностей Дрездена, находится на улице Аугустус-штрассе. Создано в 1904—1907 годах.
На самом большом в мире фарфоровом панно, составленном из 25 тысяч уложенных бесшовно плиток, изображена торжественная конная процессия, отражающая тысячелетнюю историю правившего в Саксонии княжеского дома Веттинов. «Фюрстенцуг» размещён на внешней стене галереи «Длинный ход» (нем. Langer Gang), составляющей северную стену конюшенного двора «Штальхоф» (нем. Stallhof) в комплексе дрезденского дворца-резиденции.

## История
Ещё в 1589 г. эта стена княжеской резиденции была расписана известковыми красками. В 1872—1876 гг. по случаю 800-летия правящего дома Веттинов художник Вильгельм Вальтер создал на её месте картину в ренессансной технике сграффито. В 1904—1907 гг. недолговечная роспись на открытом воздухе была перенесена на керамическую плитку.
Панно чудесным образом практически не пострадало во время бомбардировок Дрездена в конце Второй мировой войны: пришлось заменить всего лишь 200 плиток. Реставрация панно проводилась в 1979—1980 гг.
В 2006 г. в праздновании 800-летия города Дрезден участвовала живая картина «Шествие князей», воссоздавшая знаменитое панно. С мая 2007 г. исторические костюмы, сшитые для этого представления, демонстрируются в замке Рохлиц.

## Фактические данные
- длина: 102 м
- высота: 9,5 м
- площадь 957 м²
- количество плиток — около 25 000

## Изображённые
В «Шествии князей» принимают участие 94 человека: 35 маркграфов, курфюрстов и королей Саксонии, а также 59 учёных, художников, ремесленников, солдат, детей и крестьян. На картине также присутствуют лошади и две борзые собаки. Помимо представителей дрезденской гимназии Кройцшуле, Лейпцигского университета и Дрезденского технического университета в шествии участвуют художник бидермейера Людвиг Рихтер, скульпторы Эрнст Юлиус Хенель и Иоганнес Шиллинг, а завершает процессию сам Вильгельм Вальтер со своими учениками.
В благодарность за порученный заказ и оказанную поддержку художник изобразил двенадцатым справа своего учителя профессора Юлиуса Хюбнера с эскизом «Шествия князей» в руках. Все Веттины, за исключением Генриха I, графа в Эйленбурге (ок. 1089) и последнего короля Саксонии Фридриха Августа III, изображены в хронологическом порядке их правления и снабжены подписями с указанием периода правления. На момент создания живописного панно Фридрих Август III был ещё ребёнком, а при переносе картины на плитку было принято решение сохранить её уже сложившийся исторический облик. Женский пол представлен в процессии единственной девочкой.

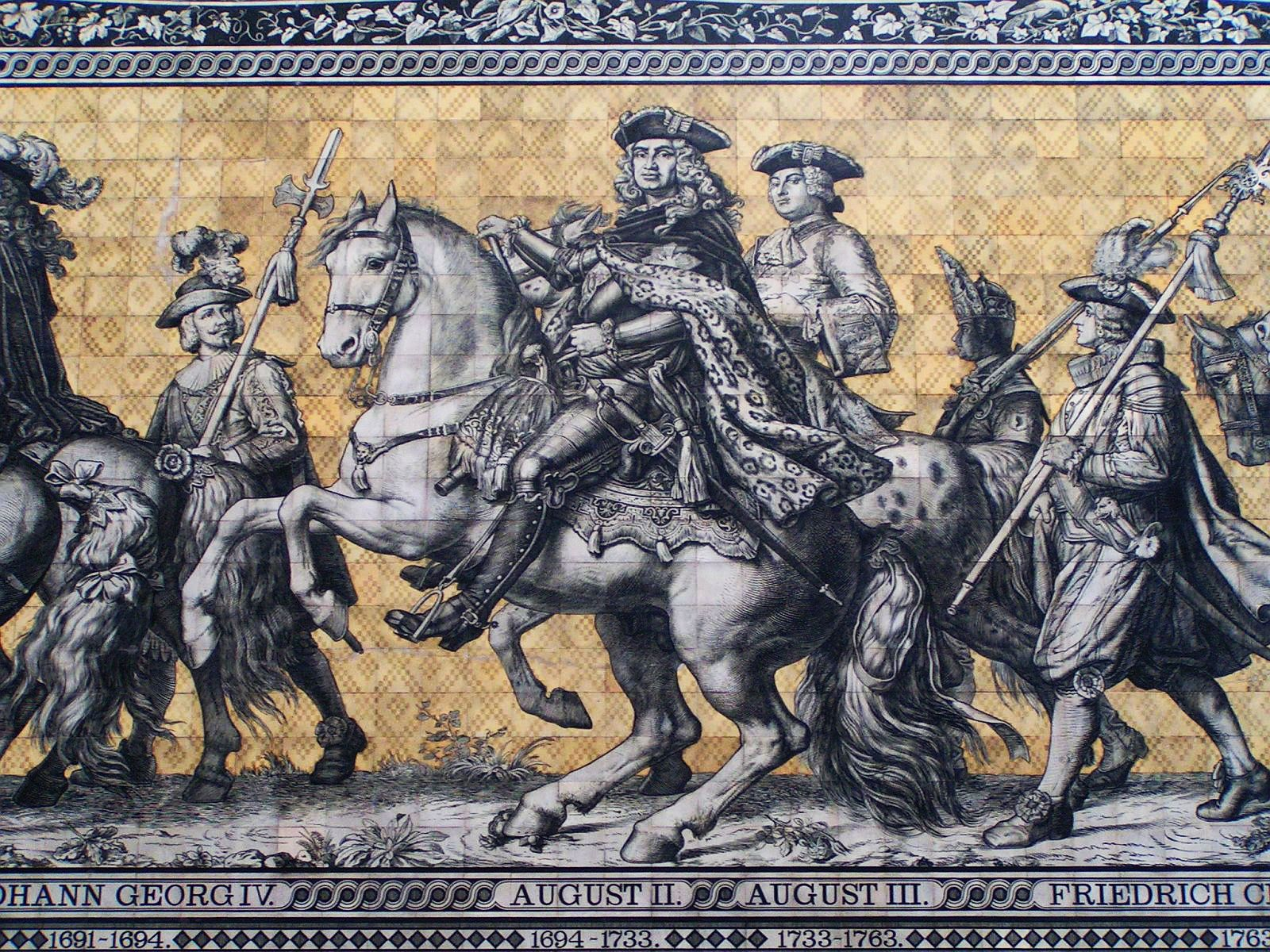
Август II и Август III на дрезденском панно «Шествие князей»

- Конрад Великий (1127—1156), основатель династии Веттинов
- Оттон (1156—1190)
- Альбрехт I Гордый (1190—1195)
- Дитрих I (1195—1221)
- Генрих III (1221—1288)
- Альбрехт II Негодный (1288—1307)
- Фридрих Укушенный (1307—1324)
- Фридрих II (1324—1349)
- Фридрих III (1349—1381)
- Фридрих I Воинственный (1381—1428)
- Эрнст (1464—1486)
- Фридрих Миролюбивый (1428—1464)
- Альбрехт Храбрый (1443—1500)
- Фридрих Мудрый (1486—1525)
- Иоганн Твёрдый (1525—1532)
- Иоганн-Фридрих Великодушный (1532—1547)
- Георг Бородатый (1500—1539)
- Генрих Благочестивый (1539—1541)
- Мориц (1547—1553)
- Август (1553—1586)
- Кристиан I (1586—1591)
- Кристиан II (1591—1611)
- Иоганн-Георг I (1611—1656)
- Иоганн-Георг II (1656—1680)
- Иоганн-Георг III (1680—1691)
- Иоганн-Георг IV (1691—1694)
- Август Сильный (1694—1733)
- Фридрих Август II (1733—1763)
- Фридрих Кристиан (1763)
- Фридрих Август Справедливый (1750—1827)
- Антон Добрый (1827—1836)
- Фридрих Август II (1836—1854)
- Иоганн (1854—1873)
- Альберт (1873—1902)
- Георг (1902—1904)

Профессор Юлиус Хюбнер с эскизом «Шествия князей»

- ученик гимназии «Кройцшуле» (сын Вильгельма Вальтера);
- студент Лейпцигского университета;
- студент Дрезденского технического университета;
- архитектор Николай;
- художники К. Пешель и
- Ю. Хюбнер, рассматривающие эскиз «Фюрстенцуга»;
- скульптор Иоганнес Шиллинг;
- скульптор Э. Ю. Хенель;
- художник Людвиг Рихтер;
- группа детей;
- учёный-германист Эрнст Фёрстеманн (директор королевской библиотеки)
- тайный советник Виснер, заведующий отделом изящных искусств в королевском министерстве, оказавший поддержку в создании панно
- историк искусства и археолог барон фон Вайсенбах
- каменщик Керн, работник у Вильгельма Вальтера
- саксонский шахтёр
- саксонский крестьянин
- каменщик Пич, работник у Вильгельма Вальтера
- создатель «Шествия князей» Вильгельм Вальтер